# Zawijak żółtawy
Zawijak żółtawy (Enoplognatha ovata) – gatunek niewielkiego pająka z rodziny omatnikowatych (Theridiidae). Występuje w Europie, a także w Ameryce Północnej, gdzie został sztucznie introdukowany.
Pająk ten osiąga długość do 6 mm (bez odnóży), posiada przezroczyste odnóża i kulisty odwłok, który może przybierać różne kolory i wzory od białego lub kremowego do zielonego. Odwłok może być oznaczony rządem ciemnych plam, szerokim czerwonym paskiem lub dwoma czerwonymi pasami w kształcie litery V. Pomimo niewielkich rozmiarów, zalicza się je do wyrafinowanych drapieżników, które nierzadko polują na owady wiele razy większe od siebie.